# Heiner Koch
Heiner Koch (Düsseldorf, 13 de junho 1954) é um clérigo católico romano alemão e arcebispo de Berlim.

## Vida
Koch cresceu o filho de um conselho oficial de justiça em Eller, em Düsseldorf, na cidade de Santa Gertrudes e estava lá KJG - e acólitos escada. Depois de se formar a partir do Düsseldorf Scholl-Gymnasium , estudou teologia católica , filosofia e ciências da educação na Universidade de Bonn e completou seus estudos com o exame do estado em Educação e Promoção Dr. Theol. com uma tese sobre a libertação de ser tão perspectiva básica de Christian Educação Religiosa. Desde o início de seus estudos Koch é um membro da conexão teólogo VKTh. Burgundia Bonn .
Em 13 de junho de 1980 seu 26º aniversário, ele recebeu a Catedral de Colônia, o sacramento de Ordens Sagradas. Então ele foi até o final de 1983 Kaplan de St. Martin em Kaarst. Nos seis anos seguintes, fez Jugendseelsorge o foco central de sua obra. Ele foi a primeira cidade pastores de jovens e BDKJ -Präses em Stadtdekanat Neuss. Desde 1 de abril de 1984 Koch trabalhou como capelão universitário na Universidade Heinrich-Heine em Dusseldorf ativa enquanto subsidiar de St. Paul, em Dusseldorf.
No nível diocesano assumiu a responsabilidade desde 1989: 1989 foi nomeado chefe do departamento foi adultos pastoral em Colônia Generalvikariat transmissíveis. Ele também era um diocesano mulheres e homens pastores e KFD-Diözesanpräses. Em 1 de Novembro de 1992. Koch assumiu a chefia do Departamento de Pastoral em Generalvikariat. Em outubro de 2002, foi nomeado vice-vigário-geral.
De 1989 a agosto de 2006, Heiner Koch foi também Reitor Ecclesiae Igreja St. Assunção em Colônia Marzellenstrasse 1993-1998, ele também era subsidiar a alta Catedral de Colónia, e desde 1 de Agosto de 1998, ele foi contratado como Residente Domkapitular o Cologne Cabido Metropolitano de Papa João Paulo II. Nomeado Koch em 19 set 1993 Kaplan Sua Santidade (Monsenhor) e em 10 de Fevereiro de 1996 prelados Pontifícia honra. Para a Federação dos atiradores alemães históricos irmandades Koch serviu Nacional praeses 1995-2014. Em preparação e execução de XX. Dia Mundial da Juventude em Colônia, ele trabalhou 2.002-2.005 como seu secretário-geral encarregado envolvido. Ele é tão Magistral membro da Ordem de Malta .

## Bispo Auxiliar de Colônia

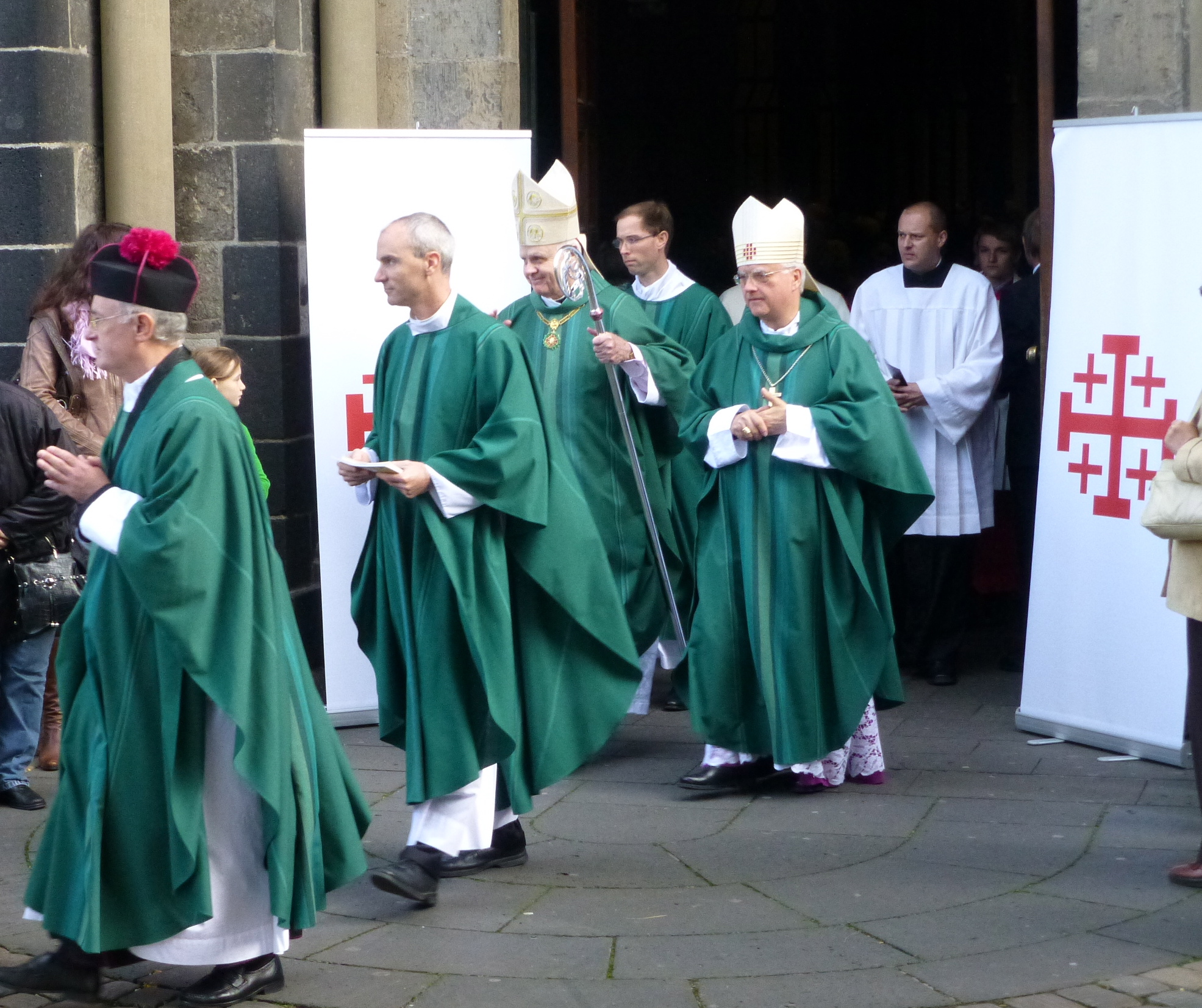
Missa Pontifical com Edwin Frederick O'Brien, o Cardeal Grão-Mestre da Ordem Equestre do Santo Sepulcro em Quirinus Minster em Neuss (2012)

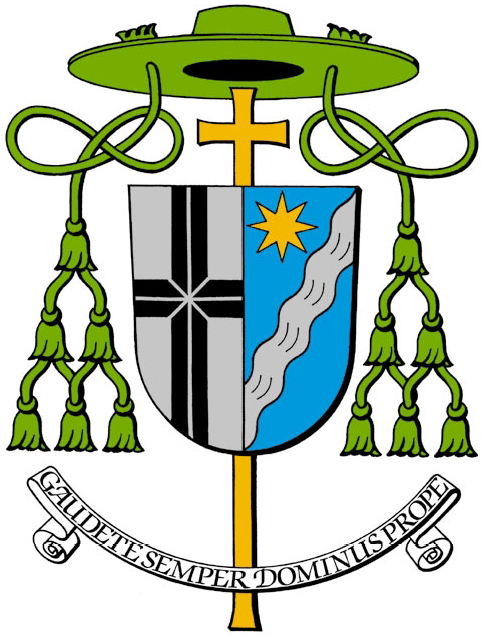
Brasão de armas como Bispo auxiliar em Colônia

Em 17 de março de 2006 o Papa nomeou a Bispo titular de Ros Cré e Bispo auxiliar em Colónia. Em 7 de maio de 2006 Heiner Koch recebido pelo arcebispo de Colônia, Joachim Meisner, a Catedral de Colónia, a ordenação episcopal; Co-consagradores foram a Colônia Bispo Auxiliar Manfred Melzer e Rainer Maria Woelki. Seu lema Gaudete sempre Dominus prope ("Alegrai-vos sempre, o Senhor está próximo") vem do Filipenses (Phil 4,4-5 UE  UE). Como Bispo Auxiliar Heiner Koch foi na arquidiocese de Colónia Vigário Episcopal para a Pastoral Distrito Sul com mais de 600.000 católicos , a cidade de Bonn, o distrito de Rhein-Sieg, o distrito Rheinisch-Bergisch, o distrito de Euskirchen e pertencente à Arquidiocese de paróquias Colónia de Altenkirchen compreende (Rheinland-Pfalz). Além disso, ele era vigário episcopal para a pastoral dos católicos estrangeiros na arquidiocese de Colónia e representante da Conferência Episcopal Alemã para o alemão falando pastoral no exterior e, desde 25 de abril de 2012 Chefe do Executivo da Diocesano Caritas Associação para o Arcebispado de Colônia.

## Bispo de Dresden-Meissen

Brasão de armas como Bispo de Dresden-Meissen

Em 18 de janeiro de 2013, o Papa Bento XVI o nomeou. Bispo de Dresden-Meissen. A inauguração pela Metropolitan da província eclesiástica de Berlim, Rainer Maria Woelki, ocorreu em 16 de março na igreja tribunal Dresden vez.

### Administrador Apostólico de Dresden-Meissen
Para o período entre nomeação e tomada de posse da Arquidiocese Católica Romana de Berlim, ou seja, 8 junho - 19 setembro 2015 Heiner Koch foi nomeado administrador apostólico nomeado para Dresden-Meissen com todos os direitos episcopais. Porque reformas diocesanos, decidiu Congregação para os Bispos para o cozinheiro plena capacidade jurídica para este período de transição, em Dresden, em vez da eleição usual de um administrador diocesano com direitos limitados.

## Arcebispo de Berlim

Brasão de armas como arcebispo de Berlim

Em 8 de junho de 2015 Papa nomeous Heiner Koch como arcebispo de Berlim . Foi em 19 de Setembro, 2015, a Catedral de Santa Edwiges pelo bispo Wolfgang Ipolt introduzido por Görlitz em seu novo escritório, o antecessor de Koch, Rainer Maria Woelki deu-lhe o báculo de Alfred Bengsch . Na homilia em sua introdução Koch chamado para os cristãos defendem que as pessoas e os refugiados que ainda não nasceram, fracos, pobres e moribundos não foram excluídos. O arcebispo advertiu, "se é necessário tomar as ruas para expressá-la."
Os braços de Dom liga a crista da Berlim Archbishopric com o brasão episcopal Heiner Kochs. Os quatro campos exibem o emblema da pré-Reforma antecessores dioceses de Brandenburg, Havelberg, Pomerânia e Lubusz. A estrela no sinal do coração é um símbolo da Virgem Maria como a estrela do mar, lembrando simultaneamente no Estrela de Belém que guiou os magos até a manjedoura ( Mt 2,2  UE ), na catedral são venerados. A água que flui refere-se a Cristo como a fonte da vida eterna ( Jo 4,14  UE ). "O rio é a estreita ligação do arcebispo com sua Renana casa na arquidiocese de Colônia, no Elba , que flui através de sua diocese anterior Dresden-Meissen, bem como sobre o Spree e Havel , os rios de sua casa atual da Arquidiocese Católica Romana de Berlim."“

## Sobre deveres diocesanos
Heiner Koch estava no outono Assembléia Geral de 2014, as Conferência Episcopal Alemã como Presidente da Comissão para o Matrimônio ea Família selecionada. Na Comissão para a Igreja Internacional da Conferência Episcopal, ele presidiu a Subcomissão para a Europa Central e Oriental (esp. Renovabis). Em 20 de setembro de 2016, ele foi confirmado em ambas as posições. Além disso, ele foi nomeado membro da Conferência Conjunta da Conferência dos Bispos da Alemanha e do Comité Central dos Católicos Alemães. Des Weiteren wurde er zum Mitglied der Gemeinsamen Konferenz der Deutschen Bischofskonferenz und des Zentralkomitees der deutschen Katholiken bestellt.
Cardeal Reinhard Marx e Bischof Franz-Josef Bode, Conferência de 2015 Assembléia Geral Ordinária dos Bispos de delegados elegeram para o XIV. Sínodo dos Bispos , em outubro de 2015, em Roma. No Grupo Consultivo alemão deste Sínodo foi eleito Heiner Koch para "Relator", que apresentou um relatório ao plenário Sínodo sobre os resultados da bússola voz.

## Posições

### Casamento e homossexualidade
Koch considerado como um oponente do casamento para os homossexuais. A Igreja entende o casamento a união do homem e da mulher. A sexualidade não é apenas uma questão de sexualidade: psique, físico, condicionamento cultural de ambos os sexos eram complementares. "É por isso que enfatizamos a particularmente grande valor do matrimônio como uma comunidade bissexual, que também leva à procriação de uma nova vida."  Em agosto de 2011 ele sugeriu em um conflito local que o parceiro de um gay Proteja Rei em movimento Protect solene, não na próxima deve marchar um número por trás dele.
Ao mesmo tempo, sublinhou Heiner Koch, que a Igreja Católica, particularmente valor, independentemente do casamento "relações que carregam vinculativo os outros, especialmente em situações que ele está preparando duro e onde não há mais desejo de permanecer juntos": "Estes incluem homossexual relações ". "retratar a homossexualidade como um pecado, é prejudicial. [...] Eu sei casais homossexuais que vivem valores como confiabilidade e compromisso de forma exemplar. "Sobre a questão de re-registro de crentes que se divorciaram e contraíram novas núpcias para receber a Comunhão , ele levanta a questão de saber se essas pessoas quando elas "uma profunda piedade têm" podem ser admitidos sob certas condições para a Eucaristia.
Juntamente com os outros participantes do grupo alemão Heiner Koch falou de uma confissão de culpa no Sínodo dos Bispos sobre Casamento e Família, em outubro de 2015: "No esforço equivocado para defender a doutrina da Igreja, veio no ministério repetidamente para atitudes duras e implacáveis que trouxe sofrimento para as pessoas, em especial as mães solteiras e crianças nascidas fora do casamento, sobre as pessoas em coabitação pré-marital e extraconjugal, cerca homossexual orientada para as pessoas e divorciados e recasados. Como bispos da nossa igreja, nós perguntar a essas pessoas por perdão. " 

### Refugiados e migrantes
"Quem ajuda com palavras ou ações para a exclusão e redução dos refugiados e migrantes que não podem contar com o cristianismo", disse Heiner Koch para a Conferência dos Bispos da Alemanha em fevereiro 2016 em Berlim. "Inimizade e xenofobia não são apenas claramente contrária aos valores da nossa livre ordem básica democrática, mas no final sempre testemunhar um desrespeito profundo pela mensagem cristã." 

### Proteção Vida abrangente
Em 17 setembro de 2016 ele tomou em Berlim, em Março de vida e falou uma saudação. Nela, ele expandiu dado o actual debate político sobre a definição de limites da ingestão de refugiados, o objectivo da protecção da vida na questão do aborto para fora em toda a vida do homem: "Nós não determinar que tipo de vida a partir de quando vale a pena viver. [...] Nós não definir limites, vamos construir paredes da vida, não nas fronteiras da Europa, e não as fronteiras de culturas e religiões, e não nos limites de idade, doença, invalidez-estar ou a vida dos moribundos , Nós deixar viver. E solicitamos às pessoas:. Que cada um viver, deixe-o ao vivo fraca no início e no fim da vida, os refugiados e o desempenho dos fracos, o povo de Aleppo e no corredor da morte em prisões no mundo"